# 카오 팟 아메리깐
카오 팟 아메리깐(태국어: ข้าวผัดอเมริกัน)은 태국의 퓨전 볶음밥(카오 팟) 요리이다. "미국 볶음밥"이라는 뜻이며, 케첩, 닭튀김, 소시지·햄 등 "서양 요리" 식자재를 사용한다.

## 만들기
기름 두른 웍에 다진 당근, 양파, 마늘을 볶다가, 옥수수 알, 완두, 건포도 등을 넣어 함께 볶는다. 쌀밥과 케첩, 간장, 백후추를 넣어 잘 섞으며 볶은 다음에, 볶음밥을 그릇에 담아 모양을 잡아 접시에 엎는다. 달걀 프라이와 튀김, 소시지·햄, 토마토, 오이 등을 곁들여 낸다.

## 같이 보기
- 치킨라이스